# Шелеховський район
Шелеховський район (рос. Шелеховский район) — адміністративно-територіальна одиниця (муніципальний район) Іркутської області Сибірського федерального округу Росії.

## Географія

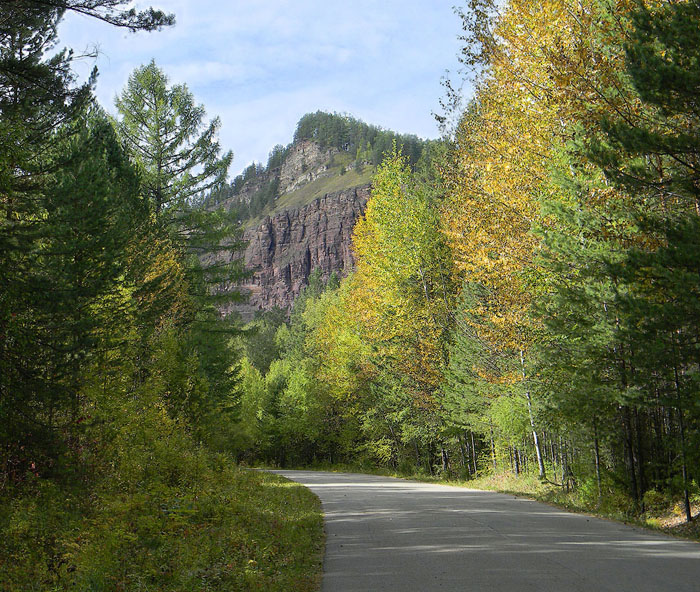
Поблизу села Шаманка

Район розташований у південній частині Іркутської області на Олхинському плоскогір'ї та південно-східному краї Передового хребта Східного Саяну, в долині річок Олха та Іркут, на північний захід від озера Байкал. 
Шелеховський район межує на заході та південному заході з Усольським районом, на сході та північному сході з Іркутським районом, на півночі з Ангарським міським округом, на півдні та південному сході зі Слюдянським районом Іркутської області.
Через Шелеховський район пролягає залізнична Транссибірська магістраль.
86,7% території району складають землі лісового фонду. 

### Гідрологія

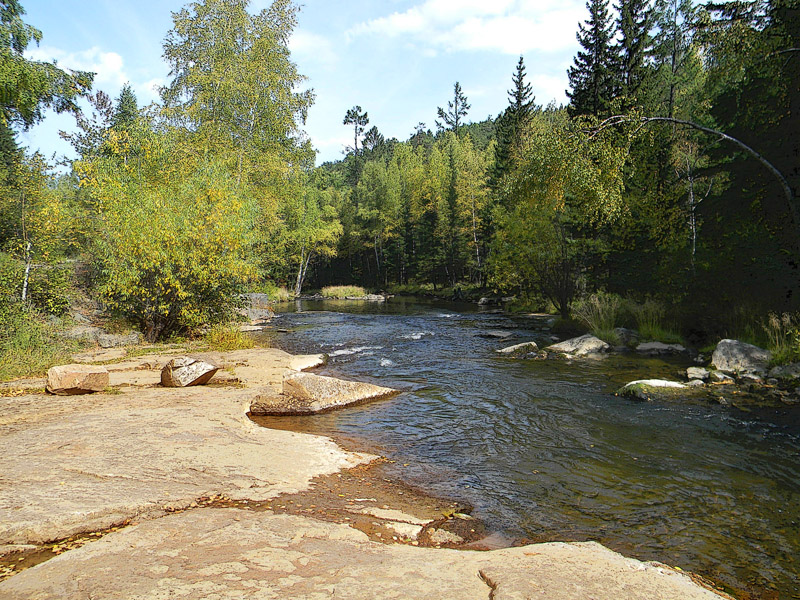
Річка Олха

На території Шелеховського району є понад 40 річок та 18 струмків. Густота річкової мережі у південній частині Шелеховського району є більшою ніж на півночі.
Загальна протяжність річок на території району становить 380 км.
Річки району належать до двох водозбірних басейнів — річки Єнісей (Карське море) та озера Байкал. 
Водна система річки Іркут, найбільшої річки, що протікає територією району, формується в горах Східного Саяну.
Судноплавні водні об'єкти на території району відсутні. 
Промислові запаси риби у водоймах району незначні.
Замерзання річок починається з осіннього льодоходу 22-25 жовтня, завершується льодоставом з 29 жовтня по 8 листопада. Малі річки замерзают та розкриваються раніше великих річок.

### Ґрунти
У долині річки Іркут ґрунти мерзлотно-лучні, на північний захід від річки Іркут — сірі лісові, по обидва боки річки Олха — дернові лісові бескарбонатні. У середній частині район перетинається поясом ґрунти дерново-карбонатних рендзини на вапняках та доломітах, на підвищеній частині території — ґрунту гірськолісові перегнійні, на південний схід місцями трапляються гірські-підзолисті.

## Клімат

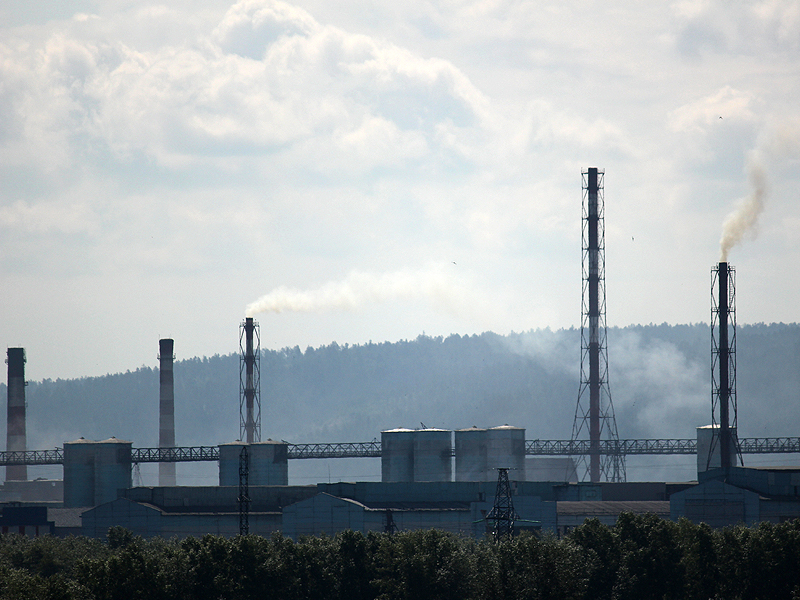
Іркутський алюмінієвий завод

| Кліматограма Шелеховського району                                                     | Кліматограма Шелеховського району | Кліматограма Шелеховського району | Кліматограма Шелеховського району | Кліматограма Шелеховського району | Кліматограма Шелеховського району | Кліматограма Шелеховського району | Кліматограма Шелеховського району | Кліматограма Шелеховського району | Кліматограма Шелеховського району | Кліматограма Шелеховського району | Кліматограма Шелеховського району |
| ------------------------------------------------------------------------------------- | --------------------------------- | --------------------------------- | --------------------------------- | --------------------------------- | --------------------------------- | --------------------------------- | --------------------------------- | --------------------------------- | --------------------------------- | --------------------------------- | --------------------------------- |
| С                                                                                     | Л                                 | Б                                 | К                                 | Т                                 | Ч                                 | Л                                 | С                                 | В                                 | Ж                                 | Л                                 | Г                                 |
| 13 −15 −24                                                                            | 9 −10 −23                         | 14 −1 −14                         | 23 8 −4                           | 36 17 2                           | 72 23 8                           | 121 25 12                         | 97 22 10                          | 61 15 3                           | 28 6 −4                           | 23 −5 −15                         | 19 −12 −21                        |
| Середня макс. і мін. температури повітря (°C) Атмосферні опади (мм), за рік : 516 мм. |                                   |                                   |                                   |                                   |                                   |                                   |                                   |                                   |                                   |                                   |                                   |

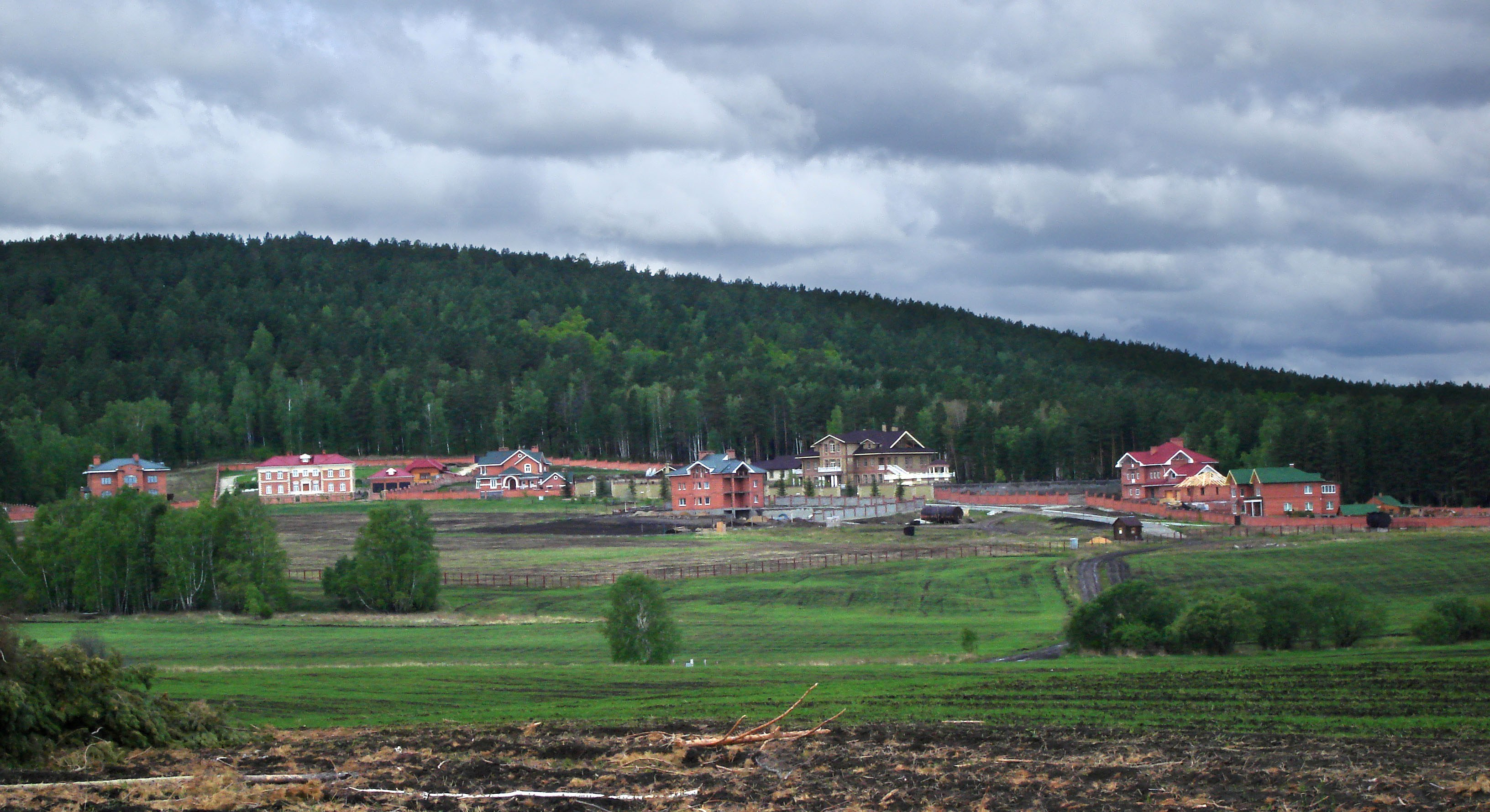
Селище Чисті Ключі

Клімат різко континентальний, з великими амплітудами коливань температур, суворою тривалою зимою та коротким спекотним літом.
Середньорічна температура повітря становить 0.4°C. Абсолютний мінімум температури спостерігається у січні — до мінус 41,1 °С, абсолютний максимум припадає на липень —  +33,9 °С. Найтепліший місяць — липень, з середньою температурою 17.9 °C, найпрохолодніший — січень, з середньою температурою -19.5 °C.
Щорічно випадає близько 516 мм опадів. Найменше кількість опадів випадає у лютому — 9 мм, найбільша в липні — 121 мм.
Тривалість вегетаційного періоду — до 120 днів.
Глибина промерзання ґрунту становить в середньому 200-250 см.
Висота снігового покриву становить 40 см, на піднесених місцях — 40-50 см. В окремі роки потужність снігового покриву сягає 84 см. 
Середня відносна вологість повітря у північній частині Шелеховського району — 55-60%, в північній — 60-65%.

## Історія
Шелеховський район утворений 20 січня 1993 року, і є наймолодшим серед усіх районів Іркутської області. Територія району неодноразово коректувалася. Нині межі району визначені Законом Іркутської області від 16.12.2004 №89 «Про статус та кордони муніципальних утворень Шелеховського району Іркутської області».

## Економіка

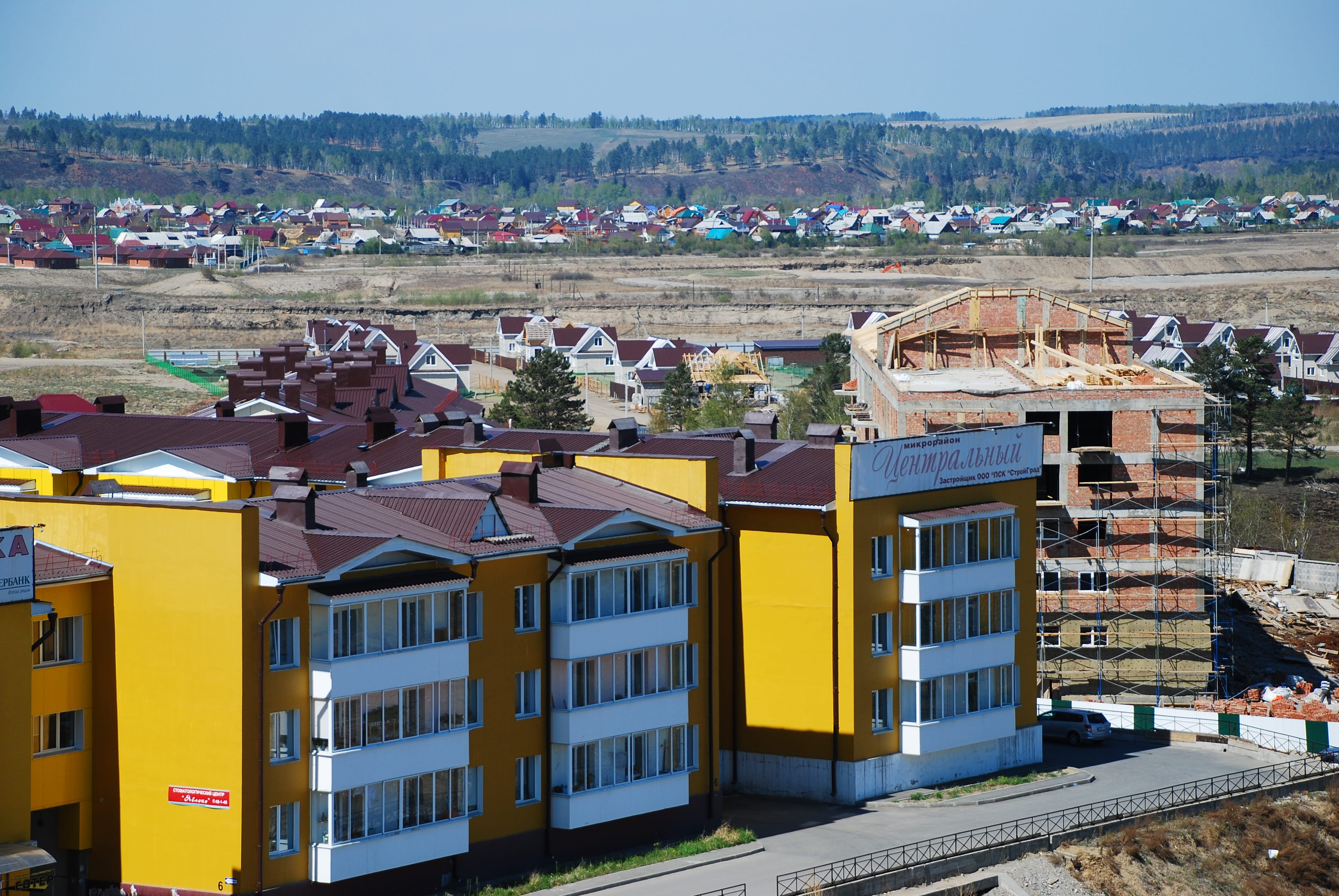
Місто Шелехов

Шелеховський район, в якому представлені практично всі види економічної діяльності, є одним з найбільших промислових центрів Іркутської області. Основу економіки Шелеховського району складають великі промислові підприємства, такі як Іркутський алюмінієвий завод — одне з найбільших підприємств алюмінієвої галузі Росії, ВАТ «Іркутськкабель», ВАТ «Східно-Сибірський завод ЗБК» — найбільший домобудівний комбінат регіону, ЗАТ «Кремній» — єдиний в Росії виробник рафінованого кремнію, ТОВ «СУАЛ-ПМ» — один з основних російських виробників алюмінієвих порошків, пудр та паст.

## Населення
Чисельність населення району, станом на 2019 рік, налічувало 68 030 осіб. Структура населення району: 46% чоловіків та 54% жінок. Населення працездатного віку становить 59% від загальної чисельності населення району.
| 2002     | 2009     | 2010     | 2011    | 2012     | 2013    | 2014    | 2015    | 2016     | 2017    | 2019     |
| ▬ 11 836 | ▲ 13 726 | ▲ 62 378 | ▲62 427 | ▲ 62 925 | ▲63 332 | ▲63 700 | ▲64 283 | ▲ 64 690 | ▲65 429 | ▲ 68 030 |

## Муніципально-територіальний устрій
У Шелеховському районі 26 населених пунктів у складі 4 сільських та 2 міського поселень. Адміністративний центр району — місто Шелехов.
| № | Муніципальне утворення                 | Адміністративний центр | Кількість населених пунктів | Населення       | Площа (км²) |
| 1 | Великолузьке муніципальне утворення    | смт. Великий Луг       | 6                           | ▲ 5 824 (2019)  | 231,06      |
| 2 | Муніципальне утворення «місто Шелехов» | місто Шелехов          | 1                           | ▲ 47 608 (2017) | 32,83       |
| 3 | Баклашиське муніципальне утворення     | село Баклаші           | 4                           | ▲ 8040 (2018)   | 209,45      |
| 4 | Олхинське муніципальне утворення       | присілок Олха          | 3                           | ▲ 2324 (2017)   | 73,67       |
| 5 | Підкам'янське муніципальне утворення   | село Підкам'янна       | 9                           | ▼ 835 (2017)    | 566,14      |
| 6 | Шаманкське муніципальне утворення      | село Шаманка           | 3                           | ▲ 1688 (2018)   | 856,28      |